# Frederick Whymper
Pour les articles homonymes, voir Whymper.
Frederick Whymper, né le 20 juillet 1838 à Londres où il est mort le 26 novembre 1901, est un explorateur et peintre britannique. 

## Biographie
Frederick Whymper est le fils aîné d'Elizabeth Whitworth Claridge et du graveur sur bois Josiah Wood Whymper (en). Son jeune frère Edward Whymper deviendra un alpiniste renommé qui réussit la première ascension du Cervin en 1865.
Dans sa jeunesse, Whymper travaille à la production de gravures destinées à la publication et expose ses paysages à la Royal Academy of Arts de Londres de 1859 à 1861.
Il se rend à Victoria, en Colombie-Britannique, en 1862 et à Cariboo l'année suivante. En 1864, il rejoint les constructeurs de routes dans la région de Bute Inlet sur la côte du Pacifique, partant peu avant la guerre de Chilcotin:10.
Beaucoup de ses premiers voyages se font en bateau à vapeur ; ses dessins incluent des volcans du Kamtchatka et des glaciers de l'Alaska. Alors qu'il se trouve dans l'extrême nord, Whymper sert dans le cadre de l'expédition d'exploration de l'île de Vancouver et de l'expédition Western Union Telegraph (1865), passant l'hiver 1866 à Nulato, en Alaska, avec William Healey Dall et remontant le fleuve Yukon jusqu'à Fort Yukon, où il est témoin du premier drapeau américain hissé sur le nouveau territoire de l'Alaska.
En novembre 1867, Whymper revient en Angleterre où son récit de ses voyages, Travel and Adventure in the Territory of Alaska, est publié en 1868. En 1869, il retourne aux États-Unis, en passant par New York, jusqu'à San Francisco et travaille pour le journal Alta California. Les annuaires de la ville le décrivent comme un artiste et un ingénieur minier et, en 1871, il est membre fondateur de la San Francisco Art Association (en). Il retourne en Angleterre à un moment donné, publiant The Heroes of the Arctic and Their Adventures et The Sea: Its Stirring Story of Adventure, Peril and Heroism, avant sa mort à Londres le 26 novembre 1901.

## Hommage
Le mont Whymper, au nord du lac Cowichan en Colombie-Britannique, a été nommé en son honneur. Un autre mont Whymper de Colombie-Britannique porte le nom de son frère Edward, qui a été le premier à l'escalader.